# ميثاق السلم والمصالحة الوطنية
ميثاق السلم والمصالحة الوطنية هو الميثاق الذي قدمه الرئيس الجزائري عبد العزيز بوتفليقة، محاولاً إنهاء حرب العشرية السوداء في الجزائر (الحرب الأهلية الجزائرية) من خلال منح عفو عن معظم أعمال العنف التي ارتكبت أثناءها. حيث تم إجراء استفتاء عام عليه في 29 سبتمبر 2005، وقد حصل الميثاق خلاله على موافقة بنسبة 97%، وتم تنفيذ الميثاق بوصفه قانونًا في 28 فبراير 2006.

## الخلفية
اندلعت الحرب بعد أن أوقفت السلطات العسكرية الجزائرية أول انتخابات ديمقراطية وطنية في أوائل تسعينيات القرن الماضي للحيلولة دون فوز الإسلاميين بالانتخابات. ويقدر عدد الضحايا الذين خلفتهم العشرية بنحو 200000 قتيل أو مفقود جزائري، حيث تم تحميل الجماعات الأصولية بوجه عام المسؤولية عن معظم الوفيات، بما في ذلك مجازر المدنيين الوحشية؛ بينما تم توجيه الكثير من النقد كذلك إلى القوات الجزائرية الخاصة وغيرها من الوحدات العسكرية لتورطها في أعمال تعذيب وحوادث الاختفاء القسري. هذا وقد اشتد العنف في الفترة بين منتصف وأواخر تسعينيات القرن العشرين، و تراجع العنف بعد حملة حكومية ناجحة إلى حد كبير من عام 2000 فصاعدا، لكنه لا يزال يحصد عشرات الأرواح كل عام، ومازالت بعض المنظمات الأصولية تهاجم أهدافًا حكومية ومدنية.

## الميثاق والاستفتاء
وفقًا للنتائج الرسمية، فإن الميثاق قد حصل على موافقة 97.36% من الناخبين، حيث بلغ عدد الناخبين المؤهلين 79.76%. ويتضمن الميثاق، والذي تبع قانون عام 1999 بشأن «الوئام المدني» وتدابير العفو العام، الخطوات التالية:
1. العفو على «الإرهابيين» الذين سلموا أسلحتهم، باستثناء المذنبين في جرائم القتل الجماعي والهجمات التفجيرية على المنشآت العامة والاغتصاب. ويشمل المحكوم عليهم غيابيًا. وعلى الجانب الآخر، لن يعود حزب الجبهة الإسلامية للإنقاذ الجزائرية الإسلامي المحظور؛
2. التبرئة الضمنية للأجهزة الأمنية من تهمة «اختفاء» أكثر من 7000 جزائري قسريًا.
3. التعويضات المالية وغيرها لأسر القتلى والمختفين

وصف الرئيس بوتفليقة الاستفتاء على أنه محاولة لإنهاء إراقة الدماء في البلاد. إذ حصدت الحرب الأهلية، التي اندلعت عام 1992، أكثر من 200000 روح وكلفت البنية التحتية للبلاد 30 مليار دولار.

## تنفيذ الميثاق
ترك الميثاق للرئيس تقدير تفاصيل تنفيذ أمور مثل تعويضات ضحايا الإرهاب وأسرهم، والتعويض عن الأضرار المادية، ومستقبل الميليشيات الريفية التي شجع عليها الجيش، وإعادة الدمج الممكن للمفصولين من العمل لأسباب سياسية، وإلى أي مدى يمكن العفو عن القادة المسلحين الذين فروا إلى الخارج. وقد يتم تنظيم هذه الأمور بتشريعات برلمانية أو بموجب مرسوم رئاسي.

## النقد
تلقى الميثاق نقدًا من جماعات حقوق الإنسان التي قالت إن هذا الميثاق يؤسس للإفلات من العقاب ويمنع اتخاذ أي إجراء قانوني ضد مقدمي الخدمات الأمنية، ومنها إدارة الاستخبارات والأمن، في حين أنه يقترح فرض عقوبات على كل من يجرؤ على اتهام أولئك المعفى عنهم بالجرائم.
وعلاوة على ذلك، فلا تزال أسر الضحايا ومنظماتهم يطالبون بالحصول على معلومات حول مصير المفقودين والإصرار على أن «العدالة» يجب أن تسبق المصالحة. ولا يزال يخشى الكثيرون عودة الإرهابيين إلى مجتمعاتهم.
وأخيرًا، فإن أكبر الجماعات الإسلامية المتطرفة التي لا تزال نشطة – الجماعة السلفية للدعوة والقتال (GSPC)، والتي يقدر عدد أعضائها ببضع مئات والمتحالفة مع تنظيم القاعدة – قد رفضت الميثاق رفضًا باتًا ودعت إلى استمرار «الجهاد» ضد النظام.

## النتائج
أطلق سراح علي بلحاج، الرئيس السابق #2 للجبهة الإسلامية للإنقاذ الجزائرية، بالإضافة إلى عبد الحق ليادة، أحد مؤسسي الجماعة الإسلامية المسلحة (GIA)، في مارس 2006. ووفقًا لصحيفة ليبراسيون، تم الإفراج عن أكثر من 300 من الإسلاميين مؤخرًا بعد سن قانون «المصالحة الوطنية» الجديد، ومن المتوقع أن يطلق المزيد من المئات قريبًا.

## الممارسة الديمقراطية
أظهر تقرير سنوي لـ ذي إيكونوميست البريطانية، يُعنى بتتبع الممارسة الديمقراطية على المستوى العالمي، والذي يشكل جردا للحالة الديمقراطية لــ 167 دولة لسنة 2023، حيث وجدت بأن الجزائر تتربع على رأس الدول التي صنفها التقرير في خانة السلطوية، إذ جاءت في الرتبة 110 عالميا، بعد أن تحصلت على 3.66 نقط من أصل 10، إلى جانب حصولها على 3.08 في العملية الانتخابية و2.5 في الأداء الحكومي، فضلا عن 3.89 في المشاركة السياسة.

## وصلات خارجية
- CNN.com
- Magharebia The News & Views of the Maghreb